# Sven Erik Bystrøm
Sven Erik Bystrøm (n. Haugesund, 21 de janeiro de 1992) é um ciclista profissional norueguês que atualmente corre para a equipa dos emirados UAE Team Emirates.

## Palmarés
2012
- Grande Prêmio de Frankfurt sub-23

2014
- Campeonato Mundial em Estrada sub-23

2017
- 2º no Campeonato da Noruega em Estrada

## Resultados nas Grandes Voltas e Campeonatos do Mundo
| Carreira           | 2012 | 2013 | 2014 | 2015 | 2016 | 2017 | 2018 | 2019 |
| ------------------ | ---- | ---- | ---- | ---- | ---- | ---- | ---- | ---- |
| Giro d'Italia      | -    | -    | -    | -    | -    | -    | -    | -    |
| Tour de France     | -    | -    | -    | -    | -    | -    | -    | -    |
| Volta a Espanha    | -    | -    | -    | -    | 114º | Ab.  | 113º | -    |
| Mundial em Estrada | -    | -    | -    | -    | 30º  | -    | Ab.  | -    |

-: não participa

Ab.: abandono